# Pierre Adam
Pierre Adam (* 24. April 1924 in Paris; † 24. September 2012 in Gerde) war ein französischer Radrennfahrer und Olympiasieger im Radsport.

## Sportliche Laufbahn
Adam war Teilnehmer der Olympischen Sommerspiele 1948 in London und gewann mit dem französischen Vierer die Goldmedaille in der Mannschaftsverfolgung gemeinsam mit Serge Blusson, Charles Coste und Fernand Decanali. 1950 wurde er Dritter der nationalen Meisterschaft in der Einerverfolgung. 
Als Amateur fuhr er für den Verein Bagnérais Olympic Champions Club. Von 1948 bis 1954 war er als Berufsfahrer aktiv.